# Файф-Гайтс (Вашингтон)
Файф-Гайтс (англ. Fife Heights) — переписна місцевість (CDP) в США, в окрузі Пірс штату Вашингтон. Населення — 1882 особи (2020).

## Географія
Файф-Гайтс розташований за координатами 47°15′31″ пн. ш. 122°20′40″ зх. д. / 47.25861° пн. ш. 122.34444° зх. д. (47.258740, -122.344574).  За даними Бюро перепису населення США в 2010 році переписна місцевість мала площу 3,38 км², уся площа — суходіл. В 2017 році площа становила 2,90 км², уся площа — суходіл.

## Демографія
Згідно з переписом 2010 року, у переписній місцевості мешкало 2137 осіб у 768 домогосподарствах у складі 581 родини. Густота населення становила 631 особа/км².  Було 812 помешкання (240/км²).
Расовий склад населення:
| - 79,0 % — білих - 6,7 % — азіатів - 3,9 % — чорних або афроамериканців - 2,3 % — корінних американців - 0,8 % — вихідців з тихоокеанських островів - 2,2 % — осіб інших рас |

До двох чи більше рас належало 5,1 %. Частка іспаномовних становила 6,2 % від усіх жителів.
За віковим діапазоном населення розподілялося таким чином: 26,1 % — особи молодші 18 років, 63,7 % — особи у віці 18—64 років, 10,2 % — особи у віці 65 років та старші. Медіана віку мешканця становила 39,3 року. На 100 осіб жіночої статі у переписній місцевості припадало 102,8 чоловіків;  на 100 жінок у віці від 18 років та старших — 103,2 чоловіків також старших 18 років.
Середній дохід на одне домашнє господарство  становив 90 322 долари США (медіана — 74 010), а середній дохід на одну сім'ю — 95 261 долар (медіана — 75 917). Медіана доходів становила 52 083 долари для чоловіків та 50 875 доларів для жінок. За межею бідності перебувало 6,6 % осіб, у тому числі 8,0 % дітей у віці до 18 років та 0,0 % осіб у віці 65 років та старших.
Цивільне працевлаштоване населення становило 981 осіб. Основні галузі зайнятості: виробництво — 17,5 %, освіта, охорона здоров'я та соціальна допомога — 17,4 %, роздрібна торгівля — 11,8 %, транспорт — 11,0 %.